# 光之塔

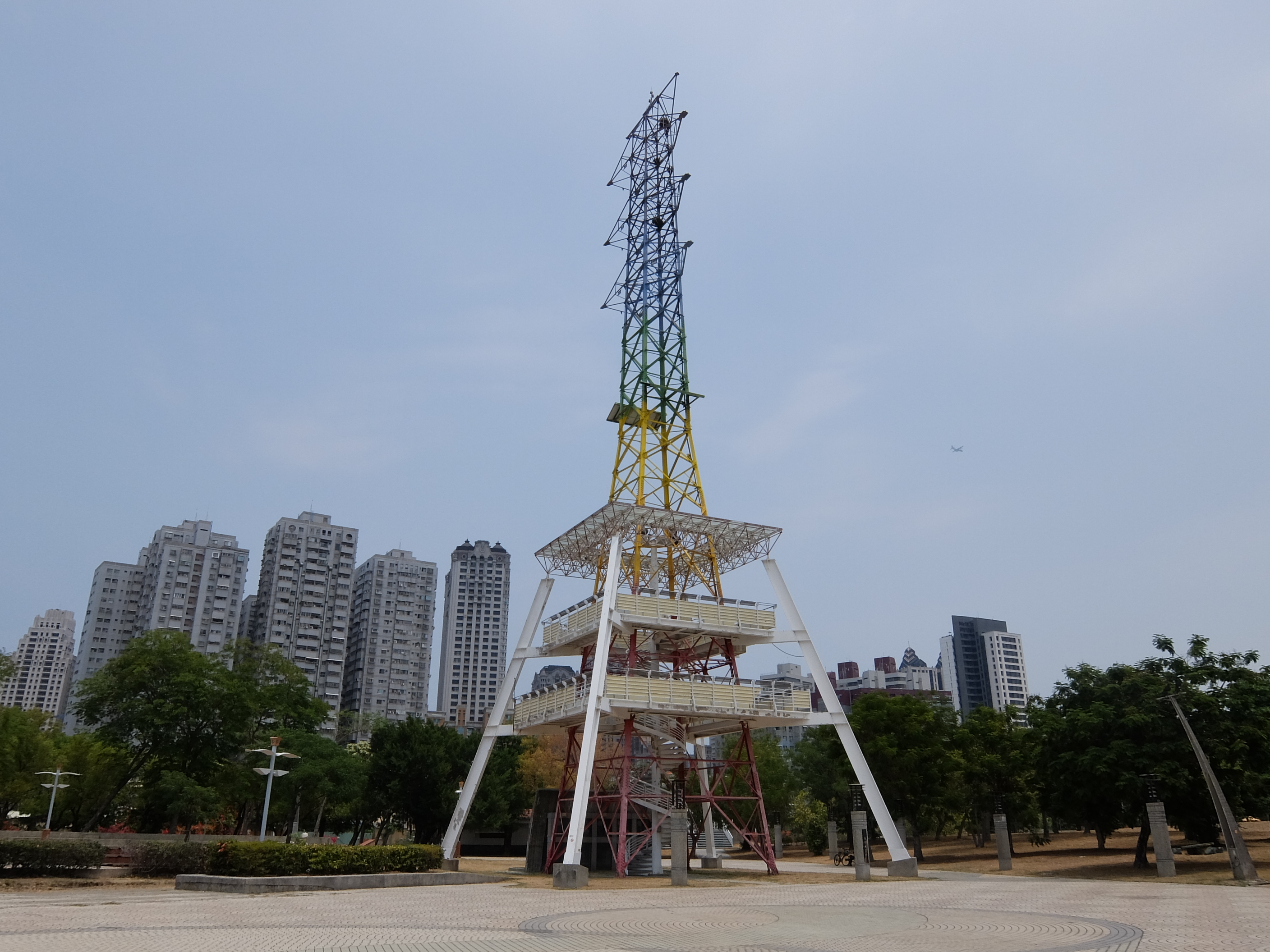
光之塔

光之塔原為聳立於三民區同盟路與自立路口的三民一號公園內的台電高架鐵塔，為了讓突兀的鐵塔融入社區，高約40公尺的光之塔分別用紅、橙、黃、綠、藍、靛、紫加以彩繪，使它不論白天黑夜這裡都充斥濃厚的藝術氣息與強烈又繽紛的七彩。

## 地理位置
雖然位在繁榮的三民區，卻遠離市區的喧鬧，一旁為已整治好的愛河，是高雄市民休閒的休憩點。